# PCGF2
PCGF2‏ (Polycomb group ring finger 2) هوَ بروتين يُشَفر بواسطة جين PCGF2 في الإنسان.